# Alois Holub

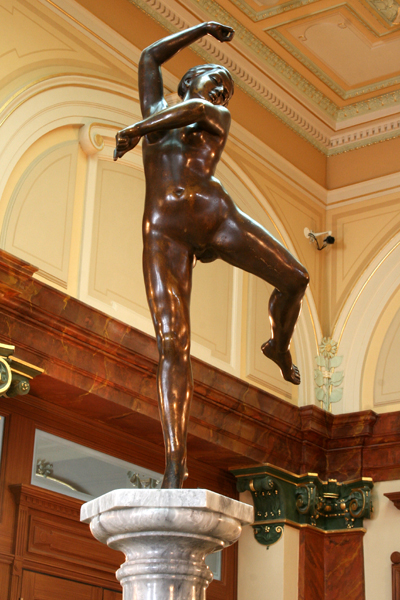
Plastika Tanečnice

Alois Holub (24. dubna 1893, Plzeň – 22. července 1954, Rychnov nad Kněžnou) byl český sochař, grafik, kreslíř a pedagog. Člen Sdružení západočeských výtvarných umělců.

## Život
V roce 1912 maturoval na učitelském ústavu v Plzni, soukromě studoval u sochaře Vojtěcha Šípa (1918–1920) a u Josefa Fojtíka na Vysoké škole uměleckoprůmyslové v Praze, zkušenosti s prací v mramoru získal v Egermaierově kamenosochařské dílně v Plzni. V první polovině 40. let 20. století působil v Plzni jako odborný učitel kreslení, z tohoto období pochází i řada jeho reliéfů a ženských aktů. Hlavním znakem jeho díla je čistá realistická tvorba ovlivněná klasicismem. Umělcovy plastiky se vyznačují vynikajícím zvládnutím tělesných proporcí, jež jsou často na hranici technických možností.
Věnoval se rovněž hudbě, mimo jiné hrál na housle v divadle Josefa Skupy.

## Dílo
- bronzová socha Tanečnice stojící na jedné noze (výška 93 cm, 40. léta 20. století) umístěná ve foyeru Měšťanské besedy v Plzni
- v padesátých letech práce poplatné dobové ideologii (Pionýři, dva portréty V. I. Lenina)
- ženské akty
- reliéfy, podobizny a pamětní desky